# Psylla merita
Psylla merita är en insektsart som beskrevs av Loginova 1964. Psylla merita ingår i släktet Psylla och familjen rundbladloppor. Inga underarter finns listade i Catalogue of Life.